# デヴィッド・カルーソ
デヴィッド・カルーソ（David Caruso、1956年1月7日 - ）は、アメリカ合衆国の元俳優。ドラマ『CSI:マイアミ』のホレイショ・ケイン役で知られている。

## プロフィール
ニューヨーク市クイーンズ区出身にて、イタリア系の父親とアイルランド系の母親の間に生まれる。
10代のころから演劇に打ち込み、高校卒業と同時に俳優活動を開始。1976年にはTVシリーズ『Ryan's Hope(原題)』の1378話の回にベルボーイ役で出演。これが最初のTVデビューとなった。
1980年に端役で映画デビュー。その後は主に映画を中心に脇役で多くの作品に出演していたが、1982年には『ランボー』や『愛と青春の旅立ち』といった大作映画に起用され幸運を得た。また、1981年から83年まで放送され大ヒットした連続TVドラマ『ヒルストリート・ブルース』で悪役に扮してレギュラー出演。この強烈なイメージを残したギャング役が評判となり、たちまち知名度を上げた。以後は『誘惑』、『チャイナ・ガール』でも主役級の重要な役どころを演じ存在感を見せる。
1990年代に入り最初の当たり役となった『NYPDブルー』(1993)で一躍有名になる。このドラマでエミー賞にノミネートされたほかゴールデングローブ賞主演男優賞を受賞し、スターの仲間入りを果たした。以後、映画とTVの両面で活躍を続け、1995年に公開された映画『死の接吻』と、エロティック・スリラー作品『ジェイド』の2作品に立て続けに主演。後者の作品はB級映画と揶揄されながらも『木曜洋画劇場』で何度もTV再放映されるなどしたためカルト的な人気を博した。この時期以後、青い瞳とフサフサの赤毛をトレードマークに日本でもブレイクし90年代を代表するセクシー男優と評価される。その後一時低迷するが、2000年の主演作『ザ・ネゴシエーター 交渉人』で抑制した演技を披露。2002年から放映開始となった犯罪ドラマ『CSI:マイアミ』で第一線に復帰した。
ちなみに、ホレイショ・ケイン役を演じて以後、このシリーズの出演のみに仕事をしぼっており「他の役を演じることには興味こそあるが、当面CSIに専念する」旨を来日した際に語り、また「ホレイショという一つの役であっても、多様な幅の広さを常に感じており奥深さは尽きない」と述べていた。なお、ホレイショ役でCSIすべての姉妹編に登場した唯一のキャラクターでもある。
その他の近年のヒット作に、2001年の主演作で廃墟となった病院を舞台にした異色ホラー『セッション9』などがある。
2009年11月、経済誌フォーブス誌が「アメリカのテレビ界で最も稼いでいる男性」のランキングを発表し、2008年6月から2009年6月までの収入が900万ドル（日本円で約8億1,000万円）で10位にランクインした。
2010年8月、テレビガイド誌によると「CSI：マイアミ」の1話あたりの推定出演料が37万5,000ドル（日本円で約3,188万円）であることがわかった。
CSI終了後は一切役者としての仕事をしておらず、事実上引退状態にある。

### プライベート
私生活では3度の結婚歴があり、女優のレイチェル・ティコティンとの間に娘が一人いる。その他にも2004年から交際しているガールフレンドのリザ・マルケズとの間に2005年と2007年に子供が生まれている。また、マイアミの衣料などを扱うSteamのオーナーの一人でもある。また、リザ・マルケズから契約違反罪や詐欺罪等で告訴され、数度に渡って裁判が行われたが泥沼化している。

## 主な出演作品

### 映画
| 公開年 | 邦題 原題                                                                                         | 役名                   | 備考           |
| ------ | ------------------------------------------------------------------------------------------------- | ---------------------- | -------------- |
| 1980   | マンハッタン・ラプソディー Falling in Love Again                                                  | 近所の若者             | クレジットなし |
| 1980   | ニンジャリアン Without Warning/It Came Without Warning                                            | トム                   |                |
| 1982   | 愛と青春の旅だち An Officer and a Gentleman                                                       | トッパー・ダニエルズ   |                |
| 1982   | ランボー First Blood                                                                              | ミッチ                 |                |
| 1984   | 誘惑 Thief Of Hearts                                                                              | バディ・カラマラ       |                |
| 1986   | ブルー・シティ/非情の街 Blue City                                                                 | ジョーイ・レイフォード |                |
| 1987   | チャイナ・ガール China Girl                                                                       | マーキュリー           |                |
| 1988   | ツインズ Twins                                                                                    | アル・グレコ           |                |
| 1990   | キング・オブ・ニューヨーク King of New York                                                       | デニス                 |                |
| 1990   | 私立探偵パーカー・ケイン Parker Kane                                                              | ジョーイ               | テレビ映画     |
| 1990   | スーパーコップ90 Rainbow Drive                                                                    | ラリー・ハモンド       | テレビ映画     |
| 1990   | ハドソン・ホーク Hudson Hawk                                                                      | キット・カット         |                |
| 1991   | シーフォース/戦艦インディアナポリス出撃 Mission of the Shark: The Saga of the U.S.S. Indianapolis | ウィルクス             | テレビ映画     |
| 1993   | 恋に落ちたら… Mad Dog and Glory                                                                   | マイク                 |                |
| 1995   | 死の接吻 Kiss of Death                                                                            | ジミー・キルマーティン |                |
| 1995   | ジェイド Jade                                                                                     | デヴィッド・コレリ     |                |
| 1997   | ゴールド・コースト/美しき未亡人 Gold Coast                                                        | マグワイア             | テレビ映画     |
| 1997   | コールド・ハート Cold Around the Heart                                                            | ネッド・タッシュ       |                |
| 1998   | ボディ・カウント/ヤバい奴ら Body Count                                                            | ホブス                 |                |
| 2000   | ザ・ネゴシエーター 交渉人 Deadlocked                                                              | ネッド・スターク       | テレビ映画     |
| 2000   | プルーフ・オブ・ライフ Proof of Life                                                              | ディノ                 |                |
| 2001   | セッション9 Session 9                                                                             | フィル                 |                |
| 2002   | Black Point                                                                                       | John Hawkins           |                |

### テレビドラマ
| 放送年     | 邦題 原題                                     | 役名               | 備考                                           |
| ---------- | --------------------------------------------- | ------------------ | ---------------------------------------------- |
| 1981-1983  | ヒルストリート・ブルース Hill Street Blues    | トミー・マン       | 8エピソード                                    |
| 1986, 1988 | クライム・ストーリー Crime Story              | ジョニー・オドネル | 2エピソード                                    |
| 1990       | H.E.L.P.                                      | フランク           | 6エピソード                                    |
| 1993-1994  | NYPDブルー NYPD Blue                          | ジョン・ケリー刑事 | 26エピソード                                   |
| 1997-1998  | Michael Hayes                                 | マイケル・ヘインズ | 20エピソード                                   |
| 2002       | CSI:科学捜査班 CSI: Crime Scene Investigation | ホレイショ・ケイン | 第2シーズン第22話「ベガス - マイアミ合同捜査」 |
| 2002-2012  | CSI:マイアミ CSI:Miami                        | ホレイショ・ケイン | 主演で232エピソード                            |
| 2005       | CSI:ニューヨーク CSI:NY                       | ホレイショ・ケイン | 第2シーズン第7話「再びの地、NY」               |